# Ana Gasteyer
Ana Kristina Gasteyer (nacida el 4 de mayo de 1967) es una actriz de teatro, cine y televisión estadounidense conocida por haber pertenecido al reparto de Saturday Night Live entre 1996 y 2002 y por su papel como Sheila Shay en la serie de la ABC Suburgatory.

## Primeros años
Gasteyer nació en Washington D. C., hija de Mariana Roumell-Gasteyer, una artista, y Phil Gasteyer, alcalde de Corrales, Nuevo México. Desciende maternalmente de etnias rumanas y griegas. Se graduó en la secundaria Sidwell Friends School y luego estudió en la Northwestern University. En su primer año vivió en la Willard Residential College, donde mejoró su voz, y más tarde esa residencia se convirtió en un teatro.

## Carrera

### Inicios
Gasteyer desarrolló la experiencia de la comedia en los círculos de improvisación de Los Ángeles, en el grupo The Groundlings. Participó en pequeños roles en Seinfeld (como por ejemplo de cliente en el episodio “The Soup Nazi”), y también participó en series como Party of Five, Frasier, Hope & Gloria y NYPD Blue. En 1996 e unió al reparto de Saturday Night Live, siendo algunos de sus personajes más populares: una profesora de música, la cantante feminista Cinder Calhoun y su imitaciones de Martha Stewart.

### Saturday Night Live
Después de seis temporadas, Gasteyer dejó SNL en 2002. Desde su salida, apareció en diferentes programas de televisión y películas, al igual que en producciones teatrales. En 2004, interpretó a la madre de Cady Heron (Lindsay Lohan) en la película Mean Girls, escrita por su compañera de SNL Tina Fey. La película también incluye a otros compañeros suyos de SNL como la misma Fey, Tim Meadows y Amy Poehler. También apareció en la película-musical de Showtime Reefer Madness (2005).

### Teatro y Broadway
Gasteyer participó en Broadway, con la obra The Threepenny Opera como Mrs. Peachum, junto con Jim Dale, Alan Cumming, y Cyndi Lauper. La producción estuvo en cartelera entre el 24 de marzo y el 25 de junio de 2006.
El 24 de junio de 2005, Gasteyer interpretó el rol de Elphaba, en la producción musical Wicked, en Chicago. La producción se estrenó el 13 de julio de 2005. Gasteyer fue nominada para un Premio Jefferson, por su presentación. Su última presentación fue el 22 de enero de 2006, siendo reemplazada por Kristy Cates.
El 12 de abril de 2007, fue anunciado que Gasteyer se uniría al reparto del nuevo musical Writing Arthur en la edición 2007 del New Works Festival para TheatreWorks en California, el cual estuvo en cartelera entre 14 al 22 de abril. Gasteyer tuvo un papel en el musical Passion en el Chicago Shakespeare Theater, en la ciudad de Chicago, entre el 2 de octubre y 11 de noviembre de 2007.
Originalmente iba a ser parte del reparto del Damn Yankees, pero fue reemplazada por Megan Lawrence.
También colaboró como Kitty Dean en la representación de Broadway The Royal Family, que comenzó el 15 de septiembre de 2009 y finalizó en 13 de diciembre de 2009, en el Samuel J. Friedman Theatre. Gasteyer también participó en la producción de Girl Crazy, entre el 19 al 22 de noviembre de 2009.

## Televisión
Volvió a Saturday Night Live en un episodio especial para el Día de la Madre, el 8 de mayo de 2010, y para otro episodio especial del Día de la Madre el 11 de mayo de 2012.
Gasteyer apareció en la octava temporada de Curb Your Enthusiasm, como la novia de Larry David.
Actualmente participa en la serie de ABC, Suburgatory, realizando el papel del Sheila Shay, en noviembre de 2011, su personaje queda como regular.
En marzo de 2013, ella pertenece como vocera de Weight Watchers.

## Vida personal
Gasteyer y su esposo, Charlie McKittrick, tuvieron dos hijos, una niña, Frances, nacida en junio del 2002 y un hijo, Ulysses, nacido en marzo de 2008.

## Personajes de Saturday Night Live

### Personajes originales
- Bobbie Mohan-Culp, una profesora de música de secundaria (junto a Will Ferrell)
- Margaret Jo McCullen, coanimadora del programa de radio Delicious Dish (junto a Molly Shannon)
- Las gemelas Géminis (junto a Maya Rudolph)
- Cinder Calhoun, una cantante políticamente correcta
- Kincaid, una VJ de MTV
- Gayle Gleeson, una presentadora de un programa hablado

### Imitaciones a celebridades
- Martha Stewart
- Céline Dion (en The Celine Dion Show)
- Katherine Harris
- Joy Behar
- Joan Rivers
- Sally Jessy Raphael
- Elizabeth Dole
- Kathy Griffin
- Carrie Donovan
- Bea Arthur
- Barbra Streisand
- Helen Thomas
- Hillary Rodham Clinton
- Lisa Kudrow (como Phoebe Buffay)
- Christina Aguilera
- Mia Farrow
- Victoria Beckham
- Geri Halliwell
- Jewel
- Calista Flockhart
- Elizabeth Hurley
- Nancy Grace
- Renee O'Connor
- Shannon Wiseman
- Jamie Gangel
- Lara Flynn Boyle
- Brittny Kissinger
- Darva Conger

## Filmografía

### Televisión
| Año       | Título                      | Rol                              | Notas                                      |
| --------- | --------------------------- | -------------------------------- | ------------------------------------------ |
| 1995      | Seinfeld                    | Mujer                            | 1 episodio                                 |
| 1996-2002 | Saturday Night Live         | Varios                           |                                            |
| 1996      | Hope & Gloria               | Chica                            | 1 episodio                                 |
| 1996      | Party of Five               | Emcee                            | 1 episodio                                 |
| 1996      | NYPD Blue                   | Angie                            | 1 episodio                                 |
| 1998      | Law & Order                 | Monica                           | 1 episodio                                 |
| 1998      | Just Shoot Me!              | April                            | 1 episodio                                 |
| 1998      | Mad About You               | Mujer del yoga                   | 1 episodio                                 |
| 2000      | 3rd Rock from the Sun       | Dra. Brand                       | 1 episodio                                 |
| 2000      | Geppetto                    | Sra. Giovanni                    | Musical para televisión                    |
| 2000-2001 | TV Funhouse                 | Varios                           |                                            |
| 2002      | Frasier                     | Trish Haney                      | 1 episodio                                 |
| 2003      | I'm with Her                | Bonnie                           | 1 episodio                                 |
| 2005      | Reefer Madness: The Musical | Mae Coleman                      | Musical para televisión                    |
| 2009      | Valentine                   | Mona McAllister                  | 1 episodio                                 |
| 2009      | The Electric Company        | Sandy Scrambler                  | 1 episodio                                 |
| 2010      | Chuck                       | Dasha                            | 1 episodio                                 |
| 2010      | Running Wilde               | Anna Lowry                       | 1 episodio                                 |
| 2010-2014 | The Good Wife               | Jueza Patrice Lessner            | 5 episodios                                |
| 2011      | Curb Your Enthusiasm        | Jennifer                         | 2 episodios                                |
| 2011-2014 | Suburgatory                 | Sheila Shay                      | Personaje principal (53 episodios)         |
| 2014      | Padre de familia            | Speed Dater (voz)                | 1 episodio                                 |
| 2014–2019 | Los Goldberg                | Susan Cinoman                    | 11 episodios                               |
| 2015      | The Mindy Project           | Barb Gurglar                     | 1 episodio                                 |
| 2015      | Girls                       | Melanie Shapiro                  | 1 episodio                                 |
| 2015      | Younger                     | Meredith Montgomery              | 1 episodio                                 |
| 2015      | Difficult People            | Woman at Cafe                    | 1 episodio                                 |
| 2015      | Celebrity Name Game         | Ella misma (celebridad invitada) | Episodio: "Ana Gasteyer vs. Billy Gardell" |
| 2015–2016 | Harvey Beaks                | Tara / Elderly Woman (voice)     | 6 episodios                                |
| 2015–2016 | Dawn of the Croods          | Meep (voz)                       | 5 episodios                                |
| 2016      | Grease: Live                | Principal McGee                  | especial de TV                             |
| 2016      | Mike Tyson Mysteries        | Genevieve (voze)                 | 1 episodio                                 |
| 2016      | Maya & Marty                | Científica                       | 1 episodio                                 |
| 2016–2019 | The Lion Guard              | Reirei (voz)                     | 12 episodios                               |
| 2016–2017 | Lady Dynamite               | Karen Grisham                    |                                            |
| 2016      | The $100,000 Pyramid        | Ella misma (celebridad invitada) | Episodio: "Ana Gasteyer vs. Rachel Dratch" |
| 2016–2017 | People of Earth             | Gina Morrison                    |                                            |
| 2017      | Great News                  | Kelly                            | Episodio: "Snowmagedon of the Century"     |
| 2017      | A Christmas Story Live!     | Sra. Schwartz                    | performance televisada en vivo             |
| 2018      | Voltron: Legendary Defender | Krolia (voz)                     | 9 episodios                                |
| 2019      | Schooled                    | Susan Cinoman                    | 3 episodios                                |
| 2021–2023 | American Auto               | Katherine Hastings               |                                            |

### Películas
| Año  | Título                              | Rol               | Notas        |
| ---- | ----------------------------------- | ----------------- | ------------ |
| 1996 | A Small Domain                      | Madre             | Cortometraje |
| 1997 | Courting Courtney                   | Rosemary Colletti |              |
| 1998 | Meet the Deedles                    | Mel               |              |
| 1999 | Dick                                | Rose Mary Woods   |              |
| 2000 | Woman on Top                        | Claudia Hunter    |              |
| 2001 | What's the Worst That Could Happen? | Ann Marie         |              |
| 2004 | Mean Girls                          | Mamá de Cady      |              |
| 2007 | The Procedure                       | Denise            |              |
| 2008 | Finn on the Fly                     | Dra. Madsen       |              |
| 2008 | The Women                           | Pat               |              |
| 2009 | Dare                                | Ruth Bergeer      |              |
| 2012 | Fun Size                            | Jackie Leroux     |              |
| 2012 | Robot & Frank                       | Shoplady          |              |
| 2013 | Rapture-Palooza                     | Sra. Lewis        |              |
| 2013 | Geography Club                      | Sra. Toles        |              |
| 2013 | Peeples                             | Mayor Hodge       |              |
| 2015 | Paul Blart: Mall Cop 2              | Sra. Gundermutt   |              |
| 2019 | Adam                                | Madre             |              |
| 2019 | Wine Country                        | Catherine         |              |